# Шобер, Йохан
Йохан[уточнить] Шобер (нем. Johann Schober; 14 ноября 1874, Перг — 19 августа 1932, Баден-Венский) — австрийский полицейский, который трижды назначался на должность Федерального канцлера Австрии в 1921–1922, 1922 и 1929–1932 годах.

## Биография
Шобер служил в австрийской полиции до 1918 года и падения Австро-Венгерской монархии. Хотя он и поддерживал создание республики, но способствовал безопасной эмиграции из страны членов королевской семьи Габсбургов, чем снискал признательность общественности за мирную передачу власти.
В значительной мере благодаря содействию союзнических сил ему было предложено после окончания первой мировой войны занять пост председателя правительства в 1921 году при поддержке Христианско-социальной партии и паннемецких сил.
Шобер получил международное признание своей работы в качестве полицейского администратора и стал известен как отец Интерпола. Находясь на посту начальника полиции Вены в 1923 году, он созвал в Вене 2-й Международный конгресс криминальной полиции, заручившись поддержкой полицией девятнадцати государств. Конгресс принял постановление о необходимости создания коллективного органа — Международной криминальной полицейской комиссии (ICPC). Также был разработан устав комиссии и продолжена работа над постановлениями 1-го Конгресса (проходившего в Монако в 1914 году). Шобер проявил гостеприимство и предложил финансировать мероприятие, поэтому Вена была избрана местом расположения постоянной штаб-квартиры Комиссии. Кроме того, Шобер был избран президентом исполнительного комитета, а его соотечественник — доктор Оскар Дресслер, дипломированный юрист и на тот момент руководитель федеральной полиции Австрии — стал секретарем международного полицейского конгресса.
После ухода с поста канцлера Шобер возвратился к руководству полицией. Но его репутация была запятнана в июле 1927 года, когда его действия привели к гибели 100 человек, принимавших участие в уличных беспорядках в Вене.